# Grzegorz Halama
Grzegorz Piotr Halama (ur. 2 stycznia 1970 w Świdwinie) – polski aktor kabaretowy, filmowy, teatralny, parodysta.

## Życiorys
Absolwent Technikum Elektroniczno-Elektrycznego w Koszalinie i studium aktorskiego L'Art Studio w Krakowie. Odbył zasadniczą służbę wojskową w Szczecinku.
W 1989 zaczął występować w Kabarecie Bez Oparcia, a w 1991 i 1992 był częścią Autorskiego Kabaretu Rafała Kmity. W 1993 nawiązał współpracę z Damianem Rogalą. W 1995 założył własny kabaret Grzegorz Halama Oklasky, w którym występował z Jarosławem Jarosem. W 1996 zaczął współpracować z tzw. Zielonogórskim Zagłębiem Kabaretowym oraz środowiskową wytwórnią filmową A’Yoy, dla której nakręcił wiele autorskich krótkich form filmowych i zagrał m.in. w filmach Robin Hood – czwarta strzała i Nakręceni. W latach 1999–2003 z Dariuszem Kamysem tworzył kabaret Hi-Fi.
Szeroką rozpoznawalność zapewniła mu postać Śpiewającej Bakterii i piosenka „Śpiworki”, będącą parodią utworów hip-hopowych, która w sierpniu 2000 przez trzy tygodnie utrzymywała się na pierwszym miejscu Listy Przebojów Trójki. Na potrzeby programu Żule i bandziory wykreował z kolei postać Pana Józka, hodowcy drobiu z Chociul, który chętnie udziela się we wszelkich wywiadach. Pierwowzorem tej postaci jest nauczyciel Koszalińskiego Zespołu Szkół Elektroniczno Elektrycznych, do którego uczęszczał Halama. W latach 2002–2011 co poniedziałek prezentował „Wywiady z Panem Józkiem” w programie Urywki z rozrywki na antenie Trójki.
W 2003–2004 współtworzył Projekt H.
W latach 2007–2008 występował jako profesor w programie TVN Clever – widzisz i wiesz. Wiosną 2010 był uczestnikiem programu rozrywkowego Polsatu Just the Two of Us. Tylko nas dwoje, w którym występował z Małgorzatą Ostrowską.
Od 2015 występuje z programem stand-upowym pt. „Długo i szczęśliwie, czyli intymne życie grubasa”.

## Życie prywatne
Był mężem Doroty Kurowickiej. Mają dwoje dzieci, Annę i Piotra. Para rozwiodła się. Ze związku z Janią Dobosz ma syna, Konrada. Następnie związał się ze swoją menedżerką, Klaudią Synak.

## Dorobek aktorski

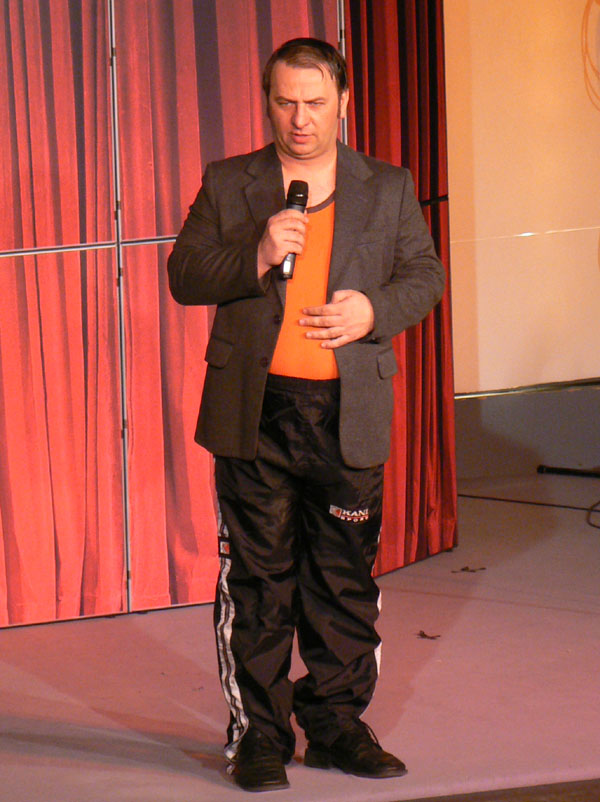
Grzegorz Halama na Przeglądzie Kabaretów PaKA w 2007

### Filmy
- 1997: Robin Hood – czwarta strzała – bogacz
- 1999: Dr Jekyll i mr Hyde według wytwórni A’Yoy – mężczyzna w kabarecie „Biedronka”
- 2000: Nakręceni – Bogdan
- 2005: Emilia – narrator
- 2007: Kolska
- 2007: Niania – farmaceuta (odc. 86 Wszystko zostaje w rodzinie, odc. 103 Pechowa wysypka)
- 2008: Nie kłam kochanie – mąż Izy
- 2011: Wyjazd integracyjny – policjant
- 2011: Och, Karol 2 – aspirant Kołodziej
- 2015: Polskie gówno – Czesław Skandal
- 2017: Sztuka kochania – kuracjusz przy ognisku

### Teatry TV
- 2003: Pielgrzymi – kierowca

### Dubbing
- 2004: RRRrrrr!!! – Zapowiadacz Nocy
- 2007: 7 krasnoludków: Las to za mało – historia jeszcze prawdziwsza – krasnal Knedel
- 2007: Było sobie porno – różne głosy
- 2008: W odmętach kosmosu, czyli gdzie jest księżyc – Profesor